# Studený potok (přítok Svitavy)
Studený potok je vodní tok, procházející obcí Svitavy, převážně ukrytý pod zemí. Pramení severozápadně, pod městským hájem a protéká pod zemí ulicemi Riegerova, Milady Horákové, Wolkerova alej. Jedná se o pravý přítok Svitavy o délce 2,7 km.

## Průběh toku
Potok pramení nedaleko obce Javorník pod městským hájem, protéká mezi zemědělskými pozemky a do městského intravilánu vstupuje v místech bývalé usedlosti, na jejímž místě je v současnosti gymnázium. Odtud je jeho tok kompletně veden v podzemním korytě; pod ulicemi Riegerova, Milady Horákové a Wolkerova alej. Za bývalými továrnami na okraji historického jádra je v místech nejstaršího osídlení obce stoka vyústěna do řeky Svitavy u hostince Rumpál.

## Přítoky
Přirozené přítoky nejsou známy. V minulosti se do Studeného potoka vléval mlýnský náhon, odvedený z říčky Svitavy podél ulice Vítězná, kde pod ulicí U mlýnského potoka vstupoval do současného parku. Na místě mlýna byla vybudována továrna Brüder Ettl mechanische Jutenweberei, v níž dnes sídlí prodejna Tauer Elektro. Náhon později zanikl. V současnosti lze průběh náhonu vysledovat v blízkosti ulice U mlýnského potoka.

## Vodní režim
V podzemní části má převážně charakter kanalizačního sběrače, kde na svém toku pod intravilánem obce průběžně přijímá z nelegálních kanalizačních vpustí vypouštěnou splaškovou vodu z městských domů.

## Osídlení
V minulosti otevřené koryto potoka napájelo městský rybník, v místě současného koupaliště. Předtím sloužilo pro napájení severního hradebního systému města. S rozvojem průmyslu v posledních 100 letech byl tok postupně v průběhu obce uzavřen betonovými překlady.

## Znečištění
Potok je silně znečištěn splaškovou vodou z nemovitostí, napojených do původního koryta po celé jeho uzavřené délce. V průběhu roku 2015 probíhaly investiční akce na postupném zlepšení čistoty řeky Svitavy ve městě Svitavy. Správcem toku je Zemědělská vodohospodářská správa (ZVHS) Svitavy.